# نیروی آبراهام-لورنتز
در الکترومغناطیس، نیروی آبراهام-لورنتز نیروی پس‌زنی وارد شده بر ذرات باردار شتابدار است که به دلیل تابش الکترومغناطیس گسیل شده توسط ذرات ناشی از شتاب آن‌ها ایجاد می‌گردد. این نیرو همچنین نیروی عکس‌العمل تابش نیز نامیده می‌شود.
این رابطهٔ نیروی آبراهام-لورنتز یک رابطهٔ کلاسیک و نه کوانتومی است و الزاماً در فاصله‌های در حدود طول موج کامپتون معتبر نیست.

## تعریف و شرح
در دستگاه SI نیروی آبراهام لورنتز چنین بیان می‌شود:
{\displaystyle \mathbf {F} _{\mathrm {rad} }={\frac {\mu _{0}q^{2}}{6\pi c}}\mathbf {\dot {a}} ={\frac {q^{2}}{6\pi \epsilon _{0}c^{3}}}\mathbf {\dot {a}} }
و در دستگاه گاوسی:
{\displaystyle \mathbf {F} _{\mathrm {rad} }={2 \over 3}{\frac {q^{2}}{c^{3}}}\mathbf {\dot {a}} .}
در این روابط، Frad نیرو، {\displaystyle \mathbf {\dot {a}} } مشتق زمانی شتاب (jerk)و μ0 ثابت تراوایی خلأ، ε0 ثابت گذردهی خلأ، c سرعت نور در خلأ و q بزرگی بار الکتریکی ذره است.
از نظر فیزیکی، به دلیل حمل تکانه توسط میدان تابش شده از ذره، برای برقراری پایستگی تکانه نیرویی در جهت مخالف به ذره وارد می‌شود. طبیعتاً رابطهٔ بالا از رابطه لارمور قابل محاسبه است.

## به دست آوردن از رابطهٔ لارمور
رابطهٔ لارمور برای تابش بار نقطه‌ای چنین است:
{\displaystyle P={\frac {\mu _{0}q^{2}}{6\pi c}}\mathbf {a} ^{2}}.
اگر فرض کنیم که حرکت بار الکتریکی، متناوب است در این صورت مقدار متوسط کار انجام روی ذره توسط نیروی آبراهام-لورنتز برابر منفی انتگرال توان لارمور روی بازهٔ مورد نظر ( مثلاً {\displaystyle \tau _{1}} to {\displaystyle \tau _{2}} ) است:
{\displaystyle \int _{\tau _{1}}^{\tau _{2}}\mathbf {F} _{\mathrm {rad} }\cdot \mathbf {v} dt=\int _{\tau _{1}}^{\tau _{2}}-Pdt=-\int _{\tau _{1}}^{\tau _{2}}{\frac {\mu _{0}q^{2}}{6\pi c}}\mathbf {a} ^{2}dt=-\int _{\tau _{1}}^{\tau _{2}}{\frac {\mu _{0}q^{2}}{6\pi c}}{\frac {d\mathbf {v} }{dt}}\cdot {\frac {d\mathbf {v} }{dt}}dt}.
به کمک انتگرال‌گیری جزءبه‌جزء به دست می‌آید:
{\displaystyle \int _{\tau _{1}}^{\tau _{2}}\mathbf {F} _{\mathrm {rad} }\cdot \mathbf {v} dt=-{\frac {\mu _{0}q^{2}}{6\pi c}}{\frac {d\mathbf {v} }{dt}}\cdot \mathbf {v} {\bigg |}_{\tau _{1}}^{\tau _{2}}+\int _{\tau _{1}}^{\tau _{2}}{\frac {\mu _{0}q^{2}}{6\pi c}}{\frac {d^{2}\mathbf {v} }{dt^{2}}}\cdot \mathbf {v} dt=-0+\int _{\tau _{1}}^{\tau _{2}}{\frac {\mu _{0}q^{2}}{6\pi c}}\mathbf {\dot {a}} \cdot \mathbf {v} dt}.
در نتیجه
{\displaystyle \mathbf {F} _{\mathrm {rad} }={\frac {\mu _{0}q^{2}}{6\pi c}}\mathbf {\dot {a}} }.

## مطالعه بیشتر
- Griffiths, David J. (۱۹۹۸). Introduction to Electrodynamics (ویراست ۳rd). Prentice Hall. شابک ۰-۱۳-۸۰۵۳۲۶-X. See sections 11.2.2 and 11.2.3
- Jackson, John D. (۱۹۹۸). Classical Electrodynamics (3rd ed.). Wiley. شابک ۰-۴۷۱-۳۰۹۳۲-X.\
- Donald H. Menzel, Fundamental Formulas of Physics, 1960, Dover Publications Inc., ISBN 0-486-60595-7, vol. 1, page 345.